# General Instrument SP0256
SP0250 и SP0256 — электронные компоненты, микросхемы синтезатора речи, разработанные компанией General Instrument в конце 1970-х — начале 1980-х годов (на корпусе микросхем SP0256 указано ©1981). Микросхемы производились в нескольких версиях, имеющих различное содержание встроенной памяти — например, наиболее распространённый вариант SP0256-AL2 содержал набор из 59 англоязычных аллофонов и 5 пауз различной длины, и предназначался для применения в преобразователях текст-речь; SP0256-019 предназначена для применения в устройстве расширения для игровой консоли Magnavox Odyssey2, и содержит набор фраз, применимых в видеоиграх.

## Устройство
SP0256 содержит в своём составе несколько функциональных блоков:
- 4-разрядный микроконтроллер.
- 2 КБ встроенного ПЗУ, с возможность расширения до 62 КБ с помощью подключения внешнего ПЗУ с последовательным интерфейсом.
- Программно управляемый 12-полосный цифровой фильтр.
- ШИМ, используемый для преобразования цифровых данных в аналоговый сигнал.

Встроенное ПЗУ содержит как данные для синтеза речи, так и управляющую программу для микроконтроллера, который обеспечивает управление синтезом — пересылает данные из ПЗУ на цифровой фильтр, управляет громкостью и скоростью воспроизведения, собирает аллофоны в последовательности. Набор инструкций микроконтроллера содержит 16 команд.
Микросхемы SP0250 и SP0256 выпускались в пластиковом корпусе DIP28.

## Применения
Микросхемы SP0250 и SP0256 применялись в ряде различных устройств. Неполный их список:
- Игровые автоматы на базе аппаратуры Sega G80:
  - Space Fury
  - Star Trek
  - Zektor
  - Eliminator
  - Astro Blaster

- Домашние игровые системы:
  - Модуль расширения «Intellivoice» для Mattel Intellivision
  - Модуль расширения «The Voice» для Magnavox Odyssey²
  - Модуль расширения Currah MicroSpeech для ZX Spectrum
  - Модуль расширения «Cheetah Sweet Talker» для ZX Spectrum
  - Модуль расширения «Fuller Orator» для ZX Spectrum